# French Open-mesterskabet i mixed double 2020
French Open-mesterskabet i mixed double 2020 skulle have været den 108. turnering om French Open-mesterskabet i mixed double. French Open 2020 blev imidlertid afviklet midt under COVID-19-pandemien, og for at begrænse deltagerantallet blev mixed double-rækken ikke afviklet.